# Добронега-Людгарда
Добронега-Лудгарда (пол. Dobroniega Ludgarda; род. до 1136 г. — ум. ок. 1160 или позже) — польская принцесса, маркграфиня Лужицкая по браку с Теодорихом I, маркграфом Лужицким.
Она была дочерью Болеслава III Кривоустого, герцога Польши, и Саломеи Бергской, дочери Генриха I фон Берга, принадлежа к династии Пястов. Около 1147 года (согласно более старой историографии около 1142 года) Добронега-Людгарда вышла замуж за Теодориха, второго сына Конрада, маркграфа Мейсена и Лужицы. После рождения двоих детей муж бросил её.

## Ранние годы
Добронега-Лудгарда в хрониках Chronicon Montis Sereni и Genealogia Wettinensis упоминается как сестра Мешко III Старого. Поскольку Мешко III был сыном Болеслава III Кривоустого, князя Польши, от его второй жены Саломеи фон Берг, историки посчитали, что у Добронеги-Лудгарды были те же родители. Согласно же хронологической логике она не может быть дочерью Болеслава III от первого брака с Збыславой Киевской.
Её назвали Добронегой в честь её прабабушки по отцовской линии — Марии Добронеги Киевской. Она, вероятно, взяла своё второе имя Лудгарда после выхода замуж за Теодориха, сына маркграфа Мейсена и Лужицы, матерью которого была Луитгарда (Лудгарда). Эта теория была сформулирована польским историком Каролем Малечинским и была поддержана большинством исследователей.
Ни в одном из источников не упоминается дата рождения Добронеги-Людгарды. Известно лишь, что она была одной из младших детей Болеслава III и Саломеи.
По мнению Кароля Малечинского, она родилась не позднее 1129 года и была десятым ребёнком Болеслава III и Саломеи. Историк Казимеж Ясинский полагал, что Добронега родилась, скорее всего, в период между 1128 и 1135 годами, поскольку она, вероятно, была моложе своего мужа, который появился на свет не ранее 1130 года, а вышла замуж за него около 1147 года.
Существует также версия о том, что Добронега была дочерью Болеслава III, которая была помолвлена с Конрадом фон Плёцкау, маркграфом Нордмарка. Если это отождествление верно, то Добронега родилась до 1127 года. Однако польский историк Освальд Бальцер отверг эту теорию, как и Казимеж Ясинский, посчитавший, что если воспринять её всерьез, то можно попасть в массу неподтверждённых догадок.

## Замужество
Спустя несколько лет после смерти Болеслава III в 1138 году его сыновья начали воевать друг с другом. С одной стороны был Владислав II Изгнанник, сын от его первого брака, с другой — Болеслав IV Кудрявый и Мешко Старый, сыновья от второго брака Болеслава III. Поскольку Владислав был зятем Конрада III, короля Германии, его младшие братья искали себе союзников в Священной Римской империи. Одним из таких стал Конрад, маркграф Мейсена и Лужицы. Младшие сыновья Болеслава III в целях укрепления этого союза выдали свою сестру Добронегу замуж за Теодориха (Дитриха), сына Конрада.
Дата её свадьбы неизвестна. Раннее историки считали, что это было около 1142 года. Казимеж Ясинский считал, что Болеслав IV и Мешко III искали союзника, связанного с Конрадом, начиная с 1146 года. Этот союзник впервые упоминается в источниках летом 1146 года, когда Конрад и Альбрехт Медведь, герцог Саксонии, вели переговоры с польскими князьями. По мнению Ясинского, Добронега вышла замуж за Теодориха, вероятно, около 1147 года (между 1146 и 1148 годами). С ним согласны и другие историки. 6 января 1148 года Юдита, сестра Добронеги, вышла замуж за Оттона, сына Альбрехта Медведя.
В браке Добронега-Людгарда родила двоих детей: сына Конрада и дочь Гертруду. В 1156 году её супруг Теодорих стал маркграфом Лужицким.
Теодорих бросил Добронегу, но когда именно это произошло, также неизвестно. Согласно Chronicon Montis Sereni, через некоторое время у Теодориха завязались отношения с Кунигундой, овдовевшей графиней Плёцкау.
Освальд Бальцер утверждал, что Теодорих разошёлся с Добронегой после 1144 года, в то время как Казимеж Ясинский полагал, что это произошло позже, вероятно, в 1150-х годах.

## Смерть
Дата смерти Добронеги также остаётся неизвестной. Она скончалась не ранее 1160 года, так как иначе бы Теодорих не мог бы жениться на своей наложнице. Информация о том, где была похоронена Добронега, также покрыта мраком.
Её сын Конрад был убит на рыцарском турнире 17 февраля 1175 года, а дочь Гертруда была монахиней в Гербштедте.